# Воскресенский войсковой собор

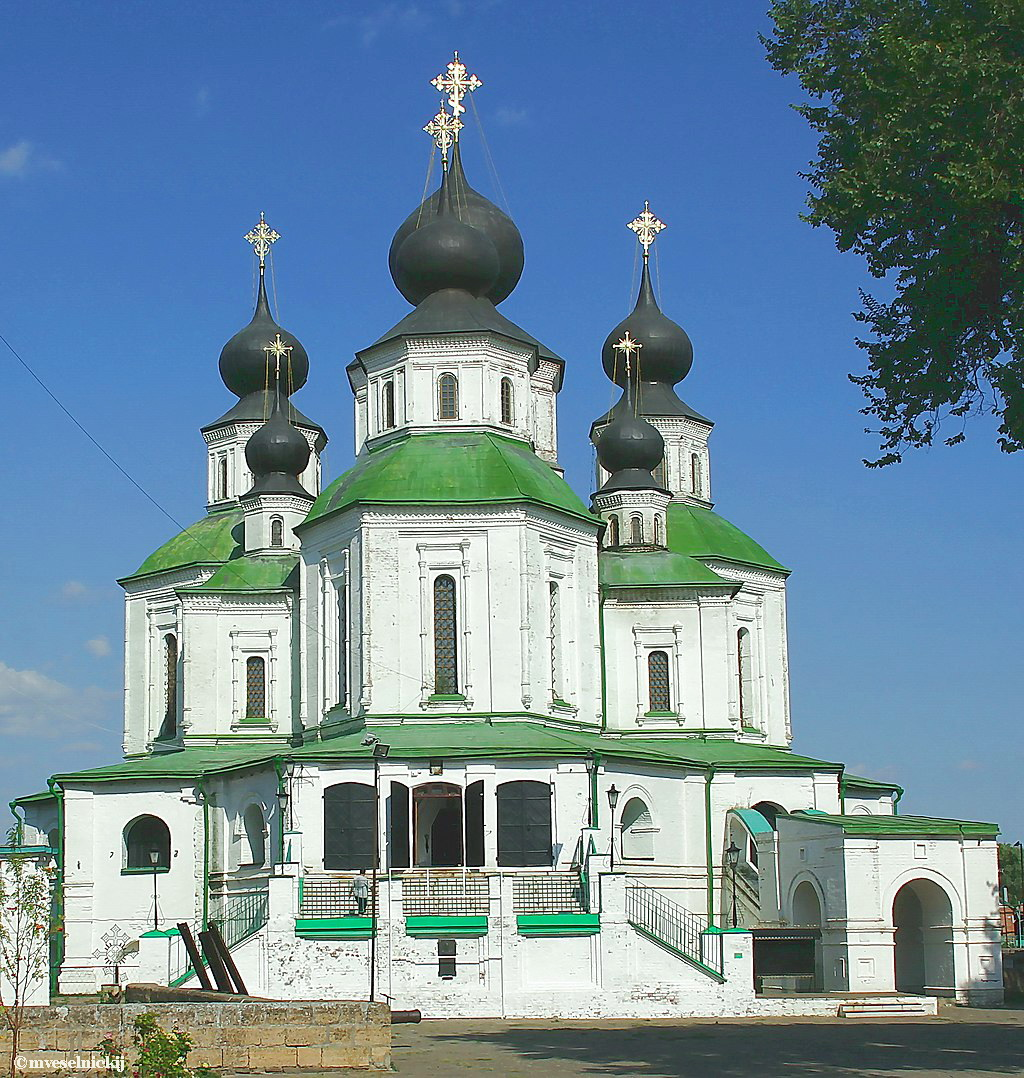
Воскресенский войсковой собор 1706—1719 гг., первая каменная церковь в низовьях Дона

Воскресенский войсковой собор — православный храм в станице Старочеркасской Ростовской области, расположенный на её главной площади. Главная архитектурная достопримечательность станицы — первый на Дону каменный собор, являвшийся до 1805 года главным храмом Войска Донского. Относится к Аксайскому благочинию Ростовской-на-Дону епархии Русской Православной церкви.

## История строительства
В 1650 году по данному в Азовском сидении обету казаками был построен деревянный собор, на площади возле которого собирались войсковые круги. Из-за частых пожаров, случавшихся в Черкасске (тогдашнее название города) собор два раза сгорал.

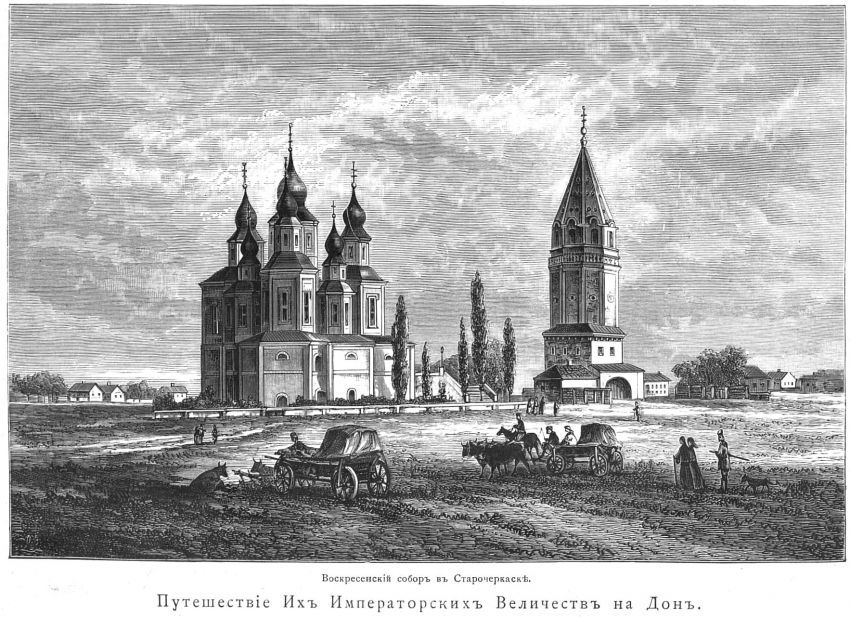
Вид собора до революции

Каменный храм строился с 1706 по 1719 годы. Он был возведён во время действия указа Петра I, запрещавшего строительство каменных зданий везде, кроме Петербурга. Однако ввиду политической необходимости Пётр сам содействовал строительству, помогая деньгами, утварью и, как утверждается, лично принял символическое участие в строительстве, положив на извести несколько кирпичей (что заявлено на памятной надписи, сделанной, правда, уже в XIX веке). Также считается, что основные строительные работы выполнялись специально присланными царём московскими мастерами.
Кроме того, сохранилась информация (подтверждённая современными исследованиями фундамента собора), что храм построен на болоте: «Гасили трясину бутом и дубовым лесом».

## Архитектура
Воскресенский войсковой собор — это девятиглавый храм высотой 49 м, построенный неизвестным архитектором в стиле казацкого барокко. Возле храма возведена 48-метровая колокольня.
С трёх сторон собор окружён пристроенной несколько позже двухъярусной галереей — гульбищем, визуально связавшей его с архитектурой казачьих куреней Черкасска.

## Интерьер

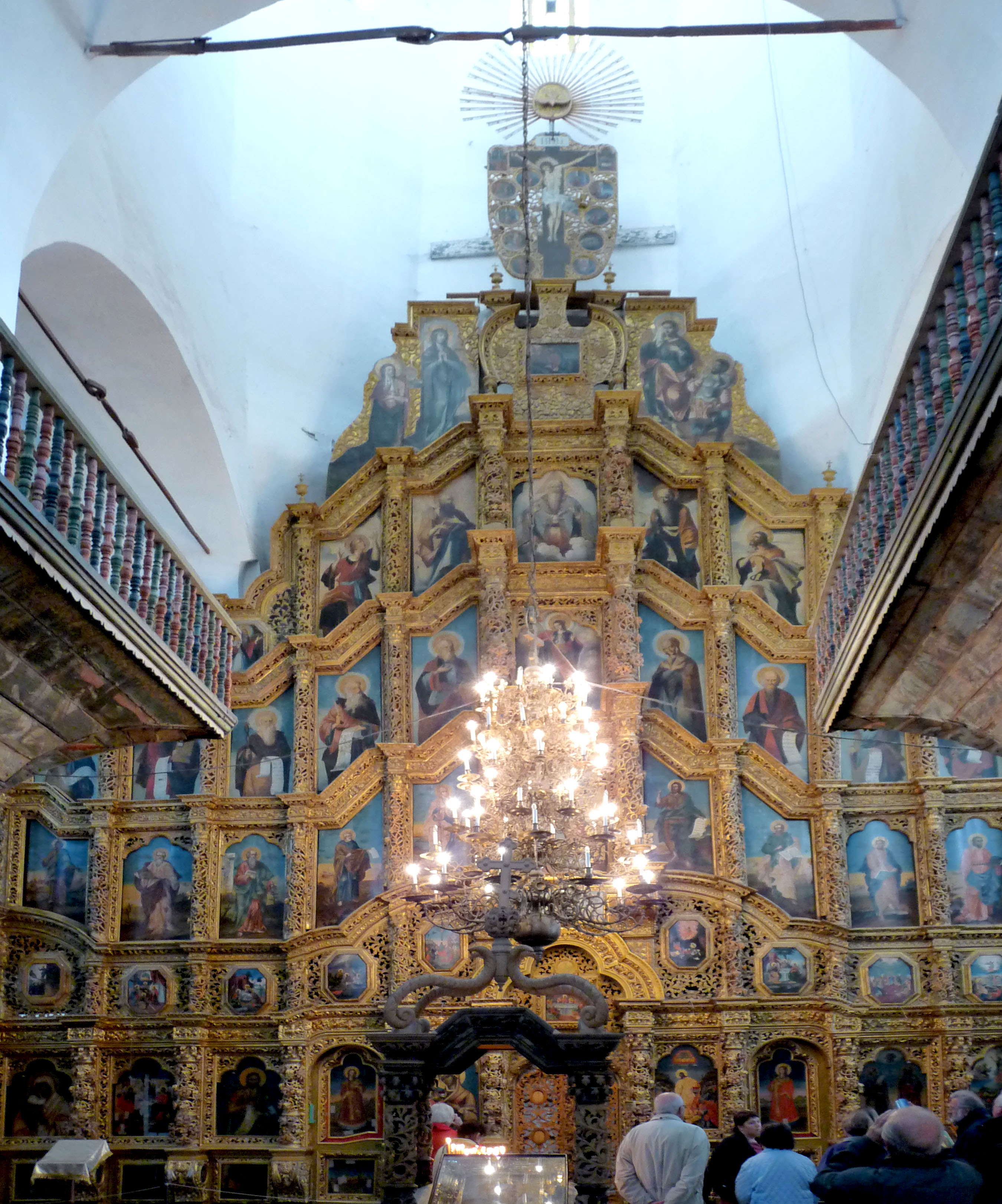
Барочный иконостас

Интерьер собора поражает своим убранством, находящимся в контрасте со сдержанным внешним видом. Уникальный пятиярусный позолоченный резной иконостас размером 19x23 метра содержит в себе 149 икон середины XVIII века, выполненных московским иконописцем Егором Ивановым Греком.
Напротив средних царских врат собора (перед иконостасом) висит отлитое из меди пятиярусное паникадило весом более 550 кг. Считается, что оно было привезено в 1643 году из Предтеченской церкви Азова атаманом Иосифом Петровым.
В больших полукруглых окнах окружающей собор галереи (с южной её стороны) раньше стояли нацеленные на задонскую степь пушки. В бытность Черкасска столицей донского казачества на этой же галерее, в кладовых с сохранившимися и поныне массивными железными дверями хранились регалии Войска Донского.
Из необычных деталей привлекают внимание металлические плиты перед алтарём, где находятся отлитые надписи о том, что на этом месте в своё время молились российские императоры и великие князья.
В библиотеке собора собраны как церковные книги (многие изданы ещё в XVII веке), так и старинные светские (например, Славянская грамматика 1646 года и букварь на славянском, латинском и греческом языках 1701 года).
Колокольня

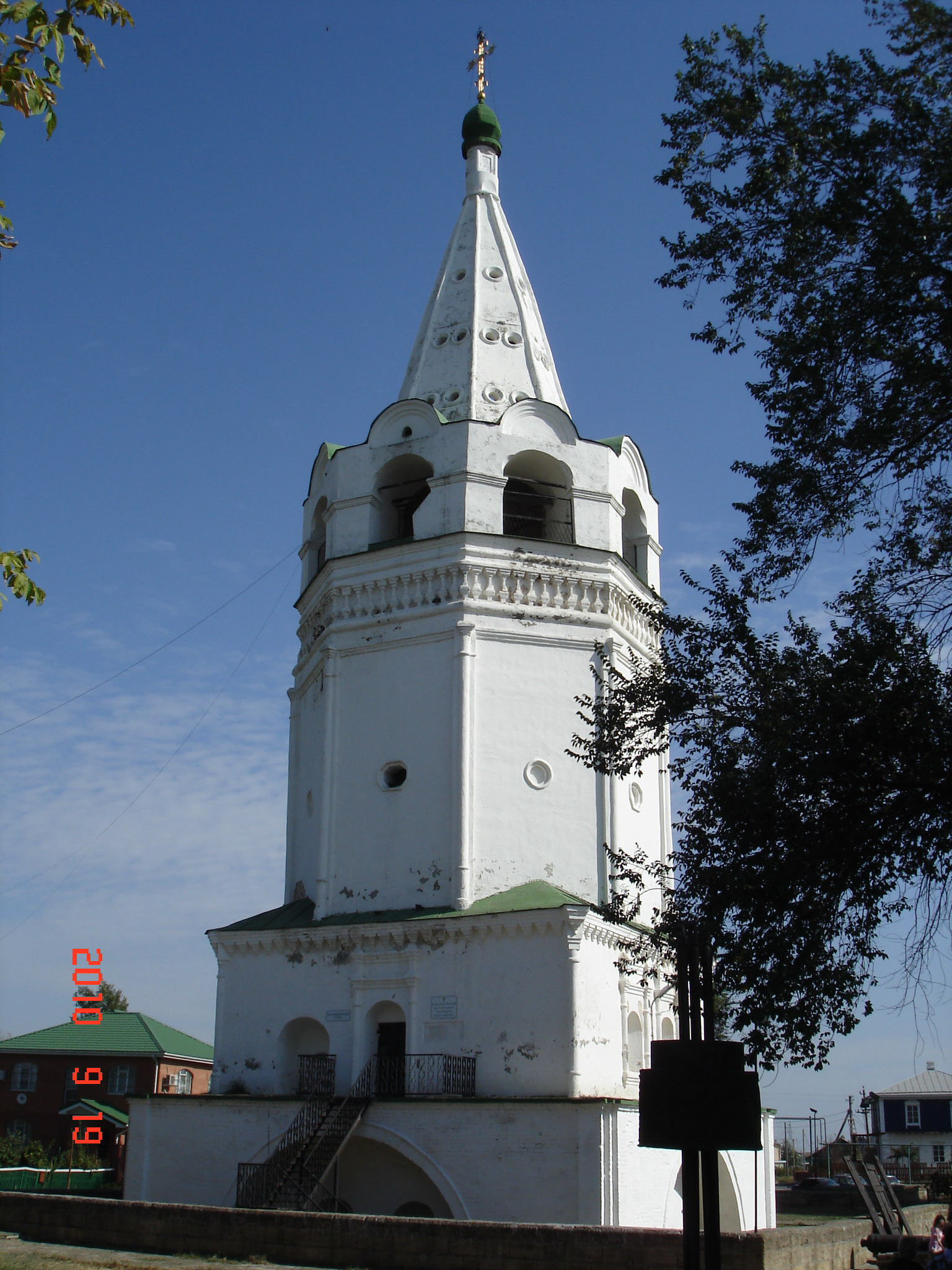
Отдельно стоящая шатровая колокольня традиционна для русского зодчества XVII века

Возле храма находится двухъярусная шатровая колокольня высотой 45,8 метра. Это единственное здание такого типа в Южной России.
Колокольня возведена по образцу строившихся в Москве восьмигранных шатровых колоколен и состоит из четырёх частей: подклета (подвала), четверика, восьмерика и увенчанного крестом восьмигранного шатра. На первом и втором этажах колокольни в 1744—1857 годах хранился войсковой казачий архив, а в подклете долгое время держали преступников.
В настоящее время колокольня передана Донскому Старочеркасскому монастырю.
Наружное убранство
Возле входа в собор в стену вмурованы массивные цепи, в которые был якобы закован Степан Разин перед отправкой на казнь. Тут же недалеко, в галерее, за металлической плитой, находится прах того человека — войскового атамана Кирилла Яковлева, — который предательски выдал своего крёстного сына Степана царскому правительству.
На майдане между папертью и колокольней выложены захваченные во время Азовском сидения трофеи:
- направленные в сторону Азова пушки;
- створка крепостных ворот весом более тонны и две калитки;
- 800-килограммовое коромысло городских торговых весов и полутораметровая стрела от них.

Майдан перед собором
Стела с памятной надписью о майдане
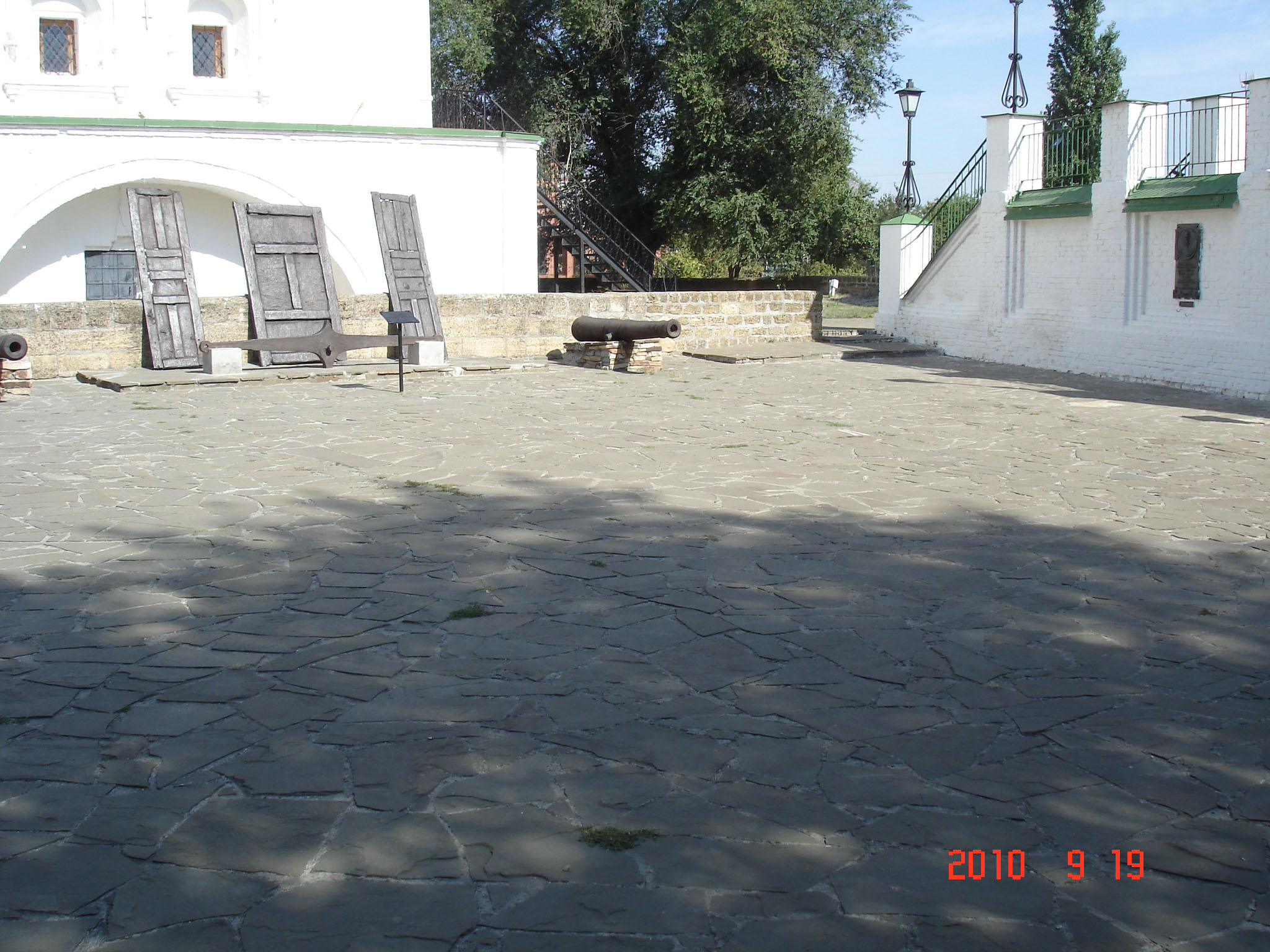
Площадь перед собором (майдан), с трофеями на ней
Мемориальная доска Матвею Платову

## История
8 сентября 2022 года в 210-ю годовщину Бородинского сражения были перенесены останки казачьих генералов — героев наполеоновских войн и Отечественной войны 1812 года — в крипту Воскресенского войскового собора.

## Фотогалерея

Чугунные плиты на полу собора
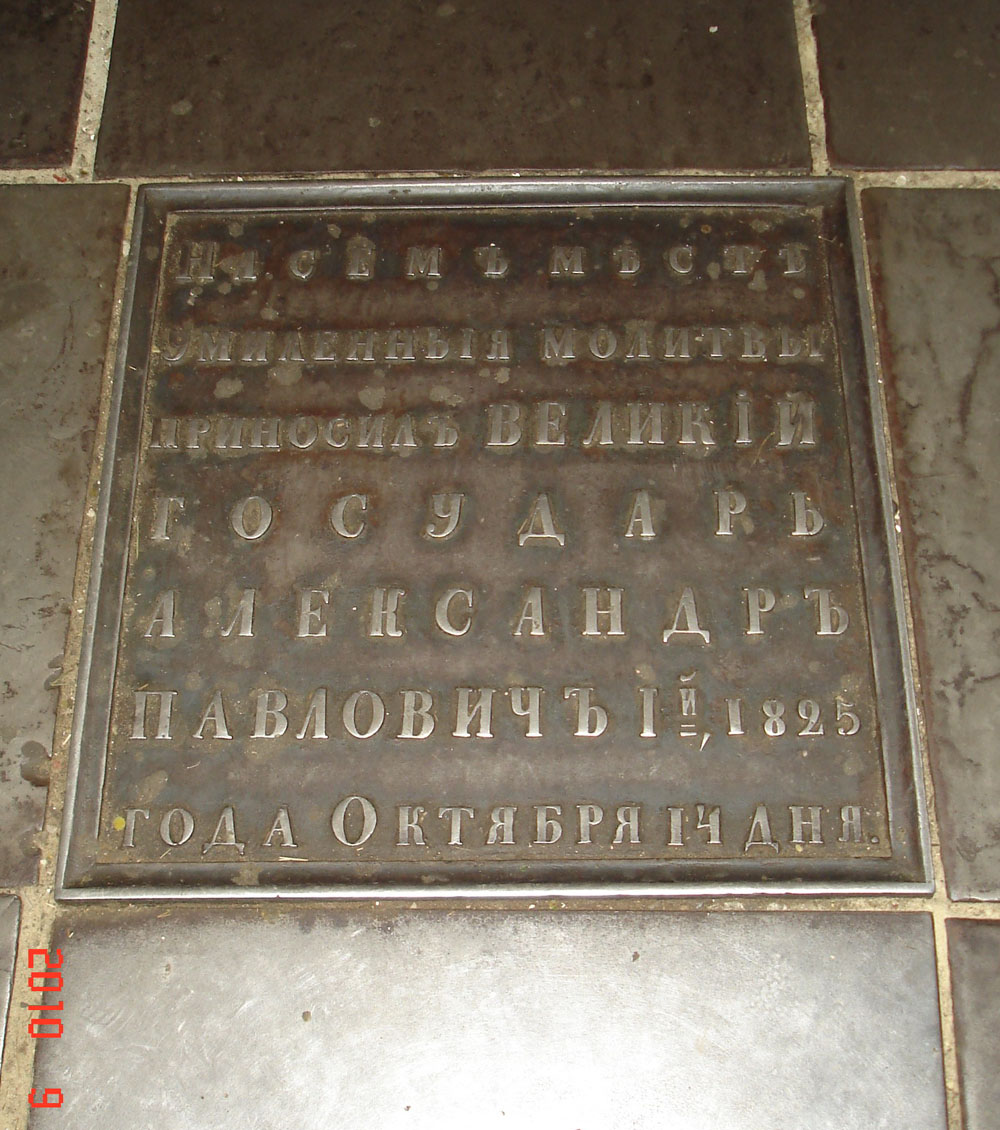
Место моления Александра Павловича
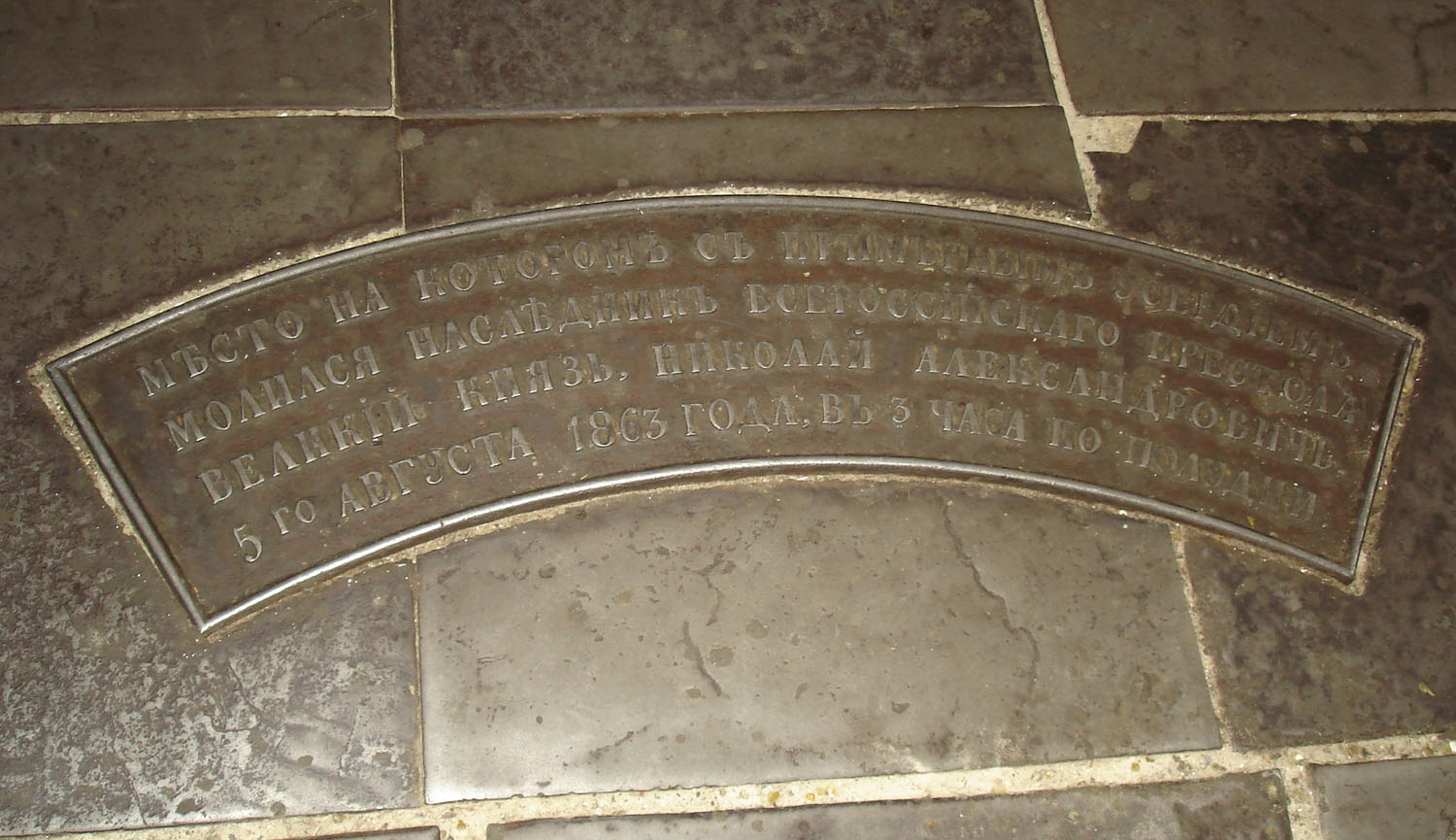
Место моления Николая Александровича
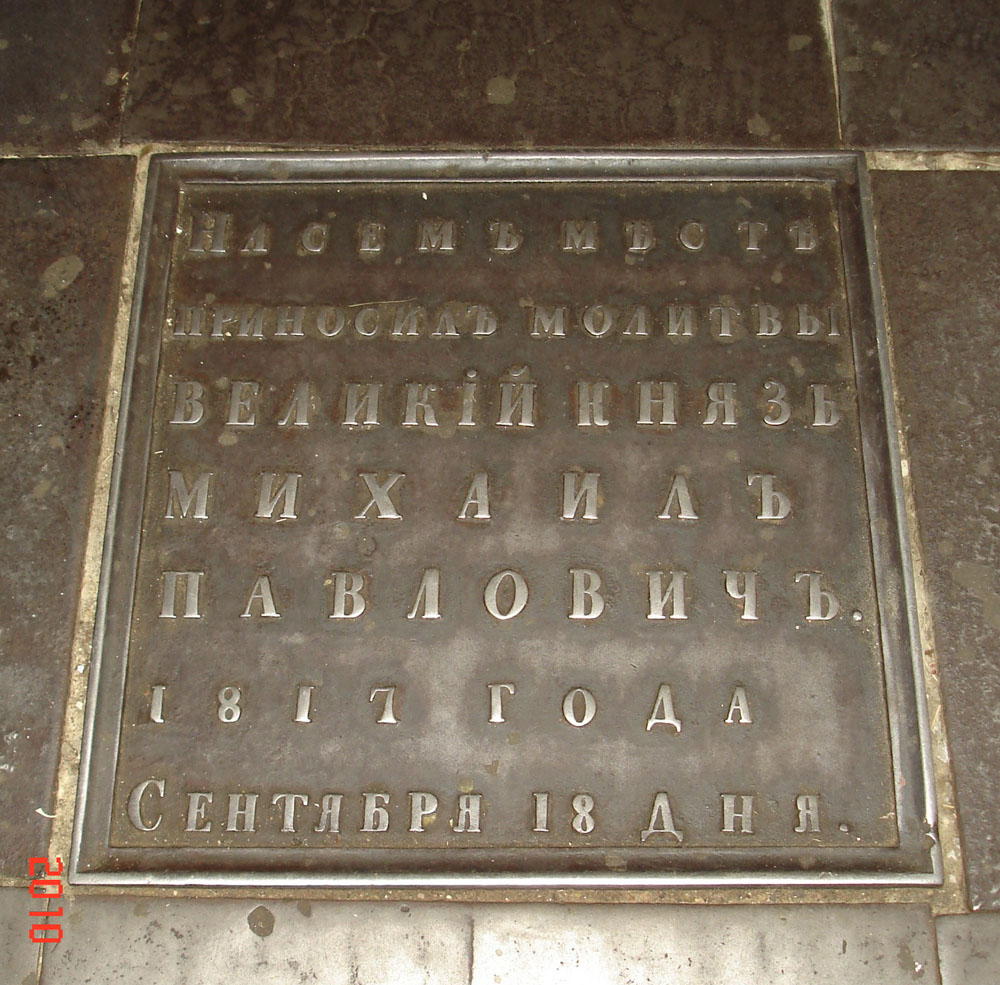
Место моления Михаила Павловича